# Organised Crime
Organised Crime è un album dei Partners in Crime, uscito nel 1985.

## Tracce
Lato A
1. Hollywood Dreams - (Overlands/De Vanchque/Overlands)
2. Miracles - (Trevisik)
3. Fools - (McCalla)
4. Hold On - (Rabin/Anderson/Squire)
5. Gypsy Tricks - (Majors)

Lato B
1. Heat Of The Night - (Fiddler/Majors)
2. No Way Out Of Here - (Majors)
3. I Can't Forget - (McCaffrey)
4. What does It Take- (Majors)
5. She's Got Eyes - (De Vanchque/McCalla)

## Formazione
- Noel McCalla (Percussioni, voce)
- Mark De Vanchque Brown (tastiere)
- Mac McCaffrey (Basso)
- Ray Majors (Chitarra)
- John Coghlan (Batteria)

### Altri musicisti
- Kim Goodie (Cori)
- Tony Rivers (Cori)
- John Perry (Cori)
- Stu Calver (Cori)
- Martin Ditcham (Percussioni)